# Aritmomania
A aritmomania é um transtorno mental que pode ser visto como uma expressão do transtorno obsessivo-compulsivo (TOC). Um sofredor deste transtorno tem uma forte necessidade de contar suas ações ou os objetos em seu redor.
O portador pode, por exemplo, se sentir forçado a contar os degraus de uma escada ou o número de letras em uma palavra. Eles frequentemente sentem que é necessário efetuar determinada ação um certo número de vezes de modo a prevenir uma calamidade hipotética. Outros exemplos incluem contar o número de azulejos em uma parede, o número de faixas pintadas em uma rodovia ou ainda o número de vezes que uma pessoa respira ou pisca.
A aritmomania pode se desenvolver num sistema complexo em que o paciente pode determinar valores ou números para as pessoas, objetos e eventos, de forma a deduzir a sua coerência.
Esta contagem pode ser realizada em voz alta ou em pensamento.

## Na cultura popular
- Sheldon Cooper da série The Big Bang Theory possui, possívelmente, Aritmomania, que faz parte de seu comportamento compulsivo, usando sempre os mesmos pijamas em dias determinados da semana e tendo uma rotina diária que só é quebrada na terceira quinta-feira do mês, chamada de "quinta onde tudo pode acontecer".
- O folclore à respeito dos vampiros frequentemente os descreve como aritmomaníacos, retratada como uma compulsão em contar sementes ou grãos de arroz.[4] De maneira mais leve, o personagem Conde do seriado Vila Sésamo parece ser afligido por esta condição.
- O protagonista do filme Mais Estranho que a Ficção parece sofrer de aritmomania sobre certas coisas, como sobre o número de escovações de seus dentes.
- O personagem Adrian Monk do seriado televisivo Monk demonstra aritmomania como parte de seu comportamento obsessivo compulsivo, incluindo a necessidade de contar postes ao andar na rua e também numerar a quantidade de fobias que lhe acometem.
- O personagem Tamotsu Fukuda, também chamado de Anaido quando vira um Detetive Brilhante, do anime ID: Invaded tem sua aritmomania exposta no antepenúltimo episódio da série. Quando Akihito Narihisago afirma que essa teria sido a causa do mesmo ter perfurado sua própria cabeça.